# Saginaw (Texas)
Saginaw város az USA Texas államában, Tarrant megyében. Lakosainak száma 23 890 fő (2020. április 1.).

## Népesség
A település népességének változása:

| 2010 | 19 806 |
| 2020 | 23 890 |